# 芦苇卷叶蛛
芦苇卷叶蛛（学名：Dictyna arundinacea）为卷叶蛛科卷叶蛛属的动物。分布于全北区以及中国大陆的山西、辽宁、吉林、山东、河南、湖北、浙江、四川等地，常见于草丛和灌木丛。